# Arturo Reverberi
Arturo Reverberi, detto Soave, (Casale Monferrato, 25 maggio 1904 – Verolengo, 7 ottobre 1963), è stato un calciatore italiano, di ruolo attaccante.

## Carriera
Esordisce giovanissimo nel Casale, con il quale disputa una partita nel campionato di Prima Divisione 1922-1923. Nel 1924, dovendo svolgere il servizio militare a Piacenza come pontiere, passa in prestito alla società emiliana; disputa 10 partite di campionato, realizzando 3 reti.
Rientrato al Casale, scende in campo in un'unica occasione, il 14 marzo 1926 nella sconfitta per 4-1 sul campo dell'Inter. Lasciati i nerostellati, milita poi nel Pro Calcio Guastalla.

## Dopo il ritiro
Lasciato il mondo del calcio, si impiega come tassista; muore per infarto nel 1963 durante una corsa diretta a Torino.